# Lluís Domènech i Montaner
Pour les articles homonymes, voir Montaner.

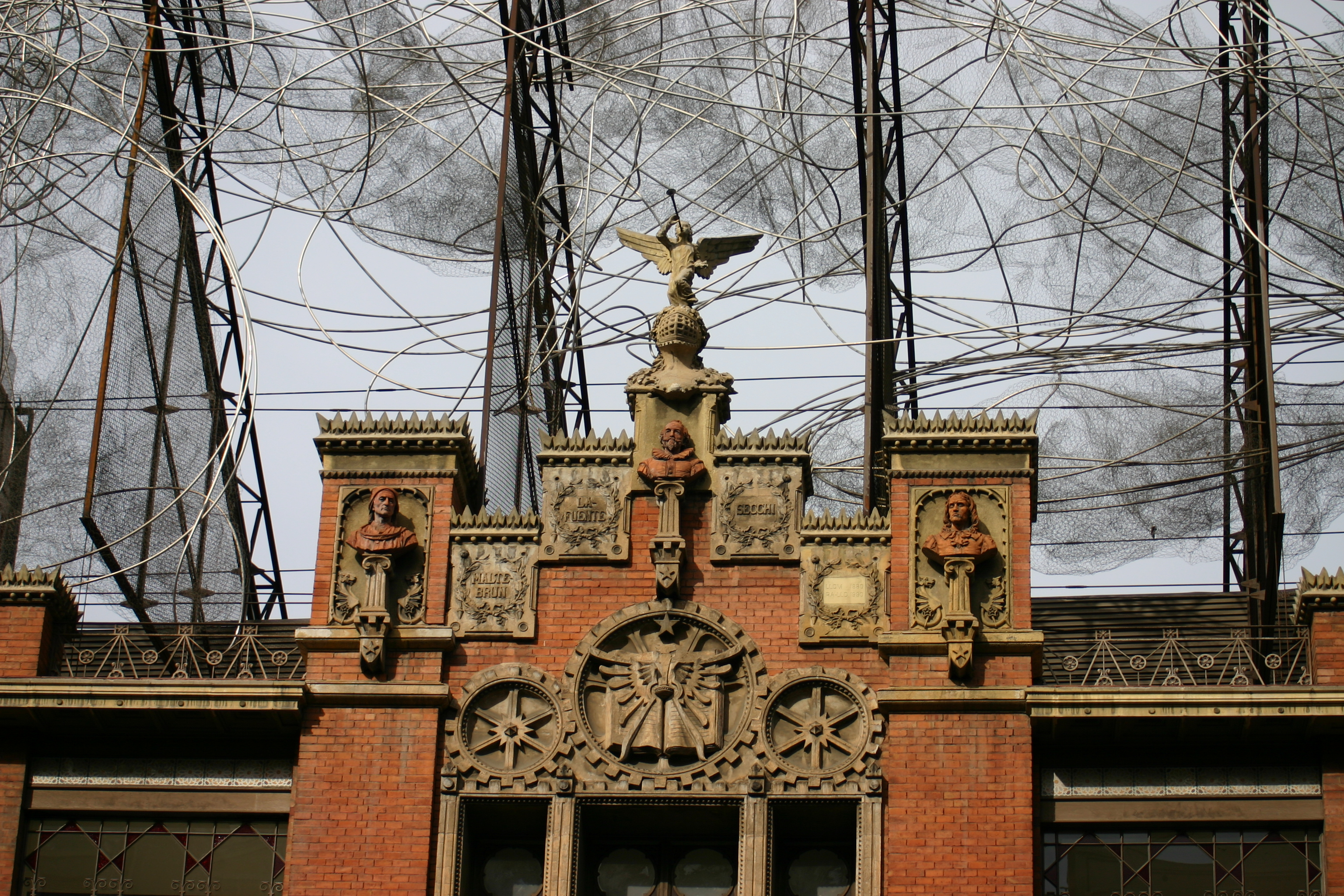
Editorial Montaner i Simón

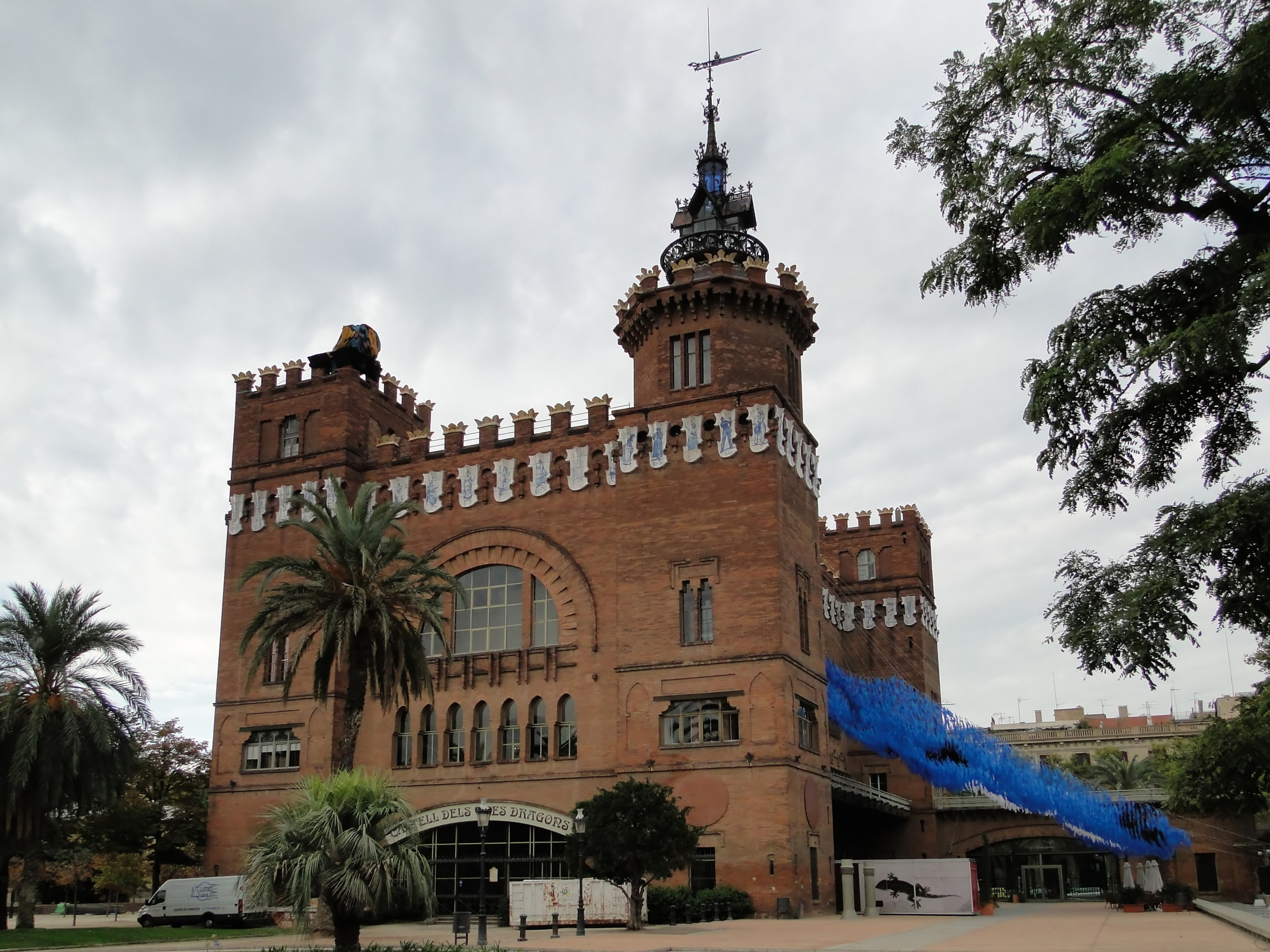
Castell dels Tres Dragons

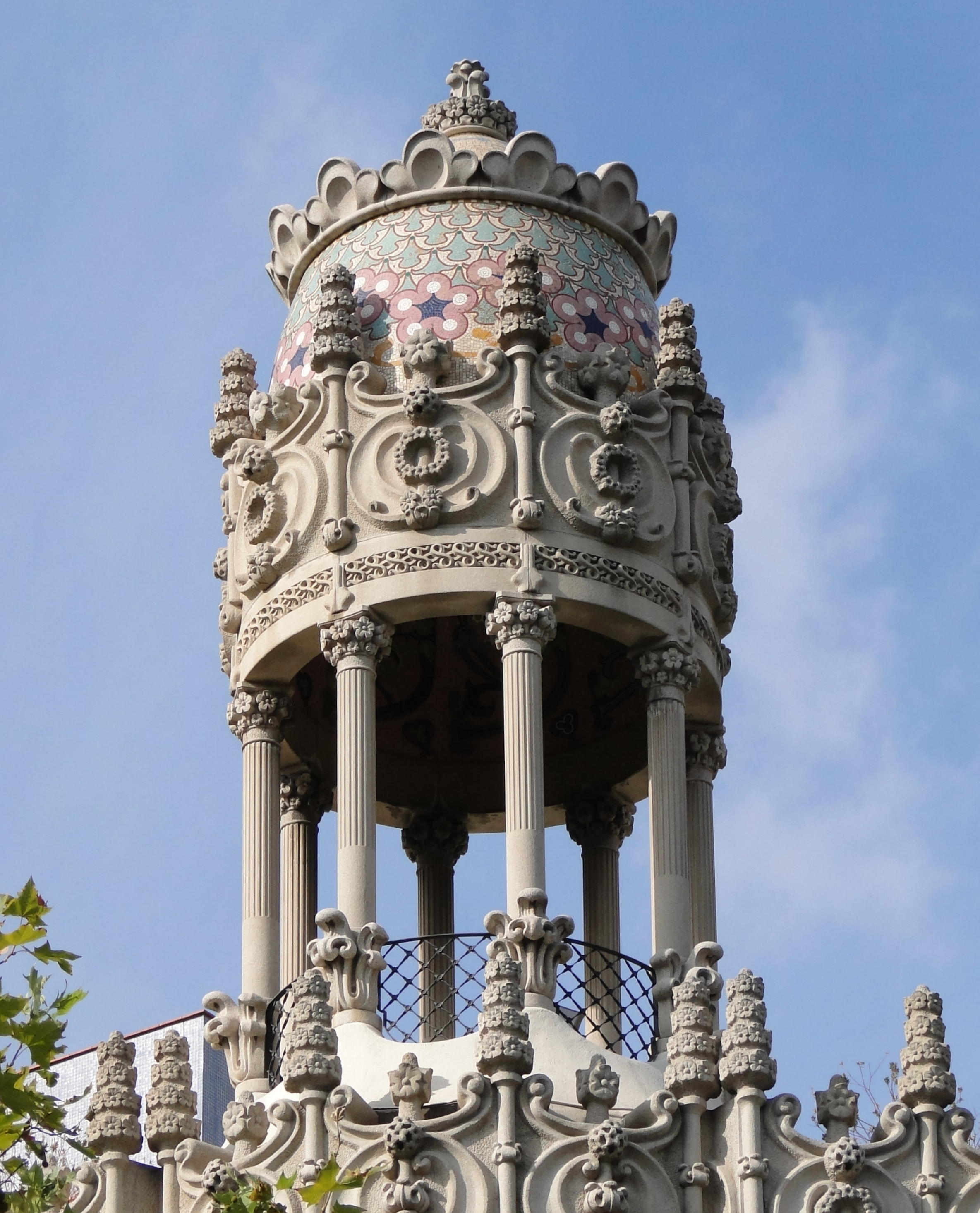
Rotonde sur la Casa Lleó Morera

Lluís Domènech i Montaner (Barcelone, le 21 décembre 1850 - Barcelone, le 27 décembre 1923) est un architecte catalan connu pour ses nombreux édifices modernistes.

## Biographie
Lluís Domènech i Montaner est né à Barcelone, rue Nou de Sant Francesc. Après des études d'architecture à Madrid, il voyage en France, en Allemagne et en Italie pour approfondir ses connaissances. De retour en Espagne, il termine ses études en 1873 et obtient une chaire à l'École technique supérieure d'architecture de Barcelone dont il deviendra plus tard directeur.
En 1878, il publie un ouvrage À la recherche d'une architecture nationale dans lequel il prend position face à l'amalgame des styles architecturaux et affirme sa volonté d'un nouveau style davantage en accord avec les exigences industrielles et culturelles de l'époque.
Il se fait rapidement remarquer avec des réalisations modernistes comme l'Hotel Internacional. Il réalise des monuments dans lesquels la rationalité structurale se combine avec d'extraordinaires éléments d'ornementation, inspirés de l'architecture mozarabe.
Dans l'actuel Museu de Zoologia - Musée de Zoologie - de Barcelone, construit à l'origine pour abriter un café-restaurant (El Castell dels Tres Dragons - Le Château des Trois Dragons) lors de l'Exposition universelle de 1888, Domènech i Montaner utilise le fer forgé et la céramique, qu'il réutilisera en 1908 pour le Palau de la Música Catalana - Palais de la Musique Catalane.
Ce dernier édifice, tout comme ceux qu'il concevra après lui, incorpore une profusion de mosaïques, de céramiques et de verres polychromes, disposés harmonieusement, ce qui confère à l'ensemble un aspect grandiose. Le Palau constitue son œuvre maîtresse où le style qu'il recherchait est le plus achevé. Le Palau de la Música Catalana reçut en 1909 le prix de la Mairie de Barcelone.
Contrairement aux autres architectes modernistes, Domènech i Montaner réalisera des édifices de plus en plus légers, en éliminant nombre de matériaux dans les structures, l'ornementation restant cependant très présente.

## Œuvres les plus importantes
- L'Hospital de Sant Pau -L'Hôpital Saint Paul (Barcelone)
- Castell dels Tres Dragons - Château des Trois Dragons (Barcelone)
- El Palau de la Música Catalana (Barcelone)
- La Casa Fuster (Barcelone)
- La Casa Lamadrid (Barcelone)
- La Casa Lleó Morera (Barcelone)
- La Casa Thomas (Barcelone)
- El Museu de Zoologia (Barcelone)
- El Palau Ramon Montaner (Barcelone)
- L'Ateneu Obrer (Canet de Mar, province de Barcelone)
- El Castell de Santa Florentina (Canet de Mar)
- La Casa Roure, appelée également Ca la Bianga (Canet de Mar)
- El Restaurant de la Misericòrdia (Canet de Mar)
- La Casa Solà Morales (Olot)
- La Casa Gasull (Reus)
- La Casa Navàs (Reus)
- La Casa Rull (Reus)
- L'Institut Pere Mata (Reus)
- Le cimetière de Comillas (Cantabrie)
- La Fuente de los Tres Caños (Comillas, Cantabrie)
- L'Universitat Pontíficia (Comillas, Cantabrie)

## Tableaux des œuvres

### Badalone
| Année | Nom         | Image |
| ----- | ----------- | ----- |
| 1893  | Casa Agustí |       |

### Barcelone
| Année     | Nom                                              | Image |
| --------- | ------------------------------------------------ | ----- |
| 1874      | Monument de Josep Anselm Clavé i Camps           |       |
| 1878      | Torre Simon                                      |       |
| 1885      | Editorial Montaner i Simón                       |       |
| 1888      | Hotel Internacional                              |       |
| 1888      | Castell dels Tres Dragons, Parc de la Ciutadella |       |
| 1891      | Maison de Maria Montaner                         |       |
| 1891-1896 | Palau Ramon Montaner                             |       |
| 1898      | Casa Thomas                                      |       |
| 1902      | Casa Lleó Morera                                 |       |
| 1902      | Fonda Espanya                                    |       |
| 1902      | Restauration de la Casa de l'Ardiaca             |       |
| 1902      | Casa Lamadrid                                    |       |
| 1905-1908 | Palau de la Música Catalana                      |       |
| 1905-1930 | Hospital de Sant Pau                             |       |
| 1911      | Casa Fuster                                      |       |

### Canet de Mar
| Année     | Nom                                         | Image |
| --------- | ------------------------------------------- | ----- |
| 1883      | Teatre Principal                            |       |
| 1884-1885 | Ateneu de Canet de Mar                      |       |
| 1881-1912 | Restauration du Castell de Santa Florentina |       |
| 1892      | Casa Roura                                  |       |
| 1902      | Creu de Pedracastell                        |       |
| 1905      | Restauration de Masia Rocosa                |       |
| 1910      | Panthéon de Lluís Domènech i Montaner       |       |
| 1912      | Panthéon de la famille Font-Montaner        |       |
| 1918      | Casa Domènech i Montaner                    |       |

### Comillas,Cantabrie
| Année     | Nom                             | Image                 |
| --------- | ------------------------------- | --------------------- |
| 1883-1892 | Universitat Pontifícia          |                       |
| 1889      | Fontaine des Tres caños         |                       |
| 1890      | Monument du Marquès de Comillas |                       |
| 1893      | Cimetière de Comillas           | Cementiri de Comillas |

### L'Espluga de Francolí
| Année | Nom                                        | Image |
| ----- | ------------------------------------------ | ----- |
| 1913  | Celler Cooperatiu de l'Espluga de Francolí |       |

### Esplugues de Llobregat
| Année     | Nom                  | Image |
| --------- | -------------------- | ----- |
| 1915-1920 | Monastère de Montsió |       |

### Olot
| Année | Nom               | Image |
| ----- | ----------------- | ----- |
| 1893  | Casa Solà-Morales |       |

### Palma
| Année | Nom         | Image |
| ----- | ----------- | ----- |
| 1903  | Grand Hôtel |       |

### Reus
| Année | Nom                | Image |
| ----- | ------------------ | ----- |
| 1900  | Casa Rull          |       |
| 1901  | Casa Navàs         |       |
| 1911  | Casa Gasull        |       |
| 1912  | Institut Pere Mata |       |

### Tarragone
| Année | Nom                 | Image |
| ----- | ------------------- | ----- |
| 1906  | Mausolée de Jaume I |       |